# IS-2
IS-2（ロシア語：ИС-2, ウクライナ語：ЙС-2, 英語・ドイツ語・ポーランド語：JS-2）は、ソビエト連邦で開発され、1943年12月から生産が開始された第二次世界大戦後期に赤軍が使用した重戦車である。「ИС/IS/JS」とは第二次世界大戦時のソ連の最高指導者だったヨシフ・スターリン（Иосиф Сталин/Iossif Stalin/Joseph Stalin）のイニシャルであり、そのためスターリン重戦車などと書かれることもある。
ISとJSの違いは、ISはロシア語（キリル文字）のИСをラテン文字に翻字したものであるのに対し、JSはヨシフ・スターリンのイニシャルの英語やドイツ語での表記である。近年は日本語文献においてもIS-2との表記が多いが、ソ連崩壊以前は英語やドイツ語の資料が主であった事や、KV（英語：KV, ドイツ語：KW, ロシア語：КВと表記される。）戦車などの表記との兼ね合いから英語の表記に従ってJS-2と書かれることも多い。

## 概要
赤軍はT-34中戦車やKV-1重戦車を大量生産しドイツ軍に対抗したが、ドイツ軍がティーガーIやパンターなどを投入するようになると、従来のソ連戦車を凌ぐ重戦車が求められるようになった。そこで、85mm砲を搭載するIS-1（旧名称：IS-85）が開発されたが、85mm砲ではティーガーの8.8cm砲の射程外からその装甲を撃ち抜くのは不可能であるという攻撃力不足が判明したことに加え、ほぼ同時期にT-34の新型砲塔にも85mm砲の搭載が成功しT-34-85として採用されたため、生産開始わずか15日で火力の更なる増強が決定され、新たに122mm カノン砲を改造し搭載するように設計されたのがIS-2（旧名称：IS-122）である。122mm カノン砲はもともと榴弾砲のため榴弾を射撃すると威力が凄まじい。
コンパクトにまとめた車体に122mm砲を搭載したため、車内はかなり窮屈な上、元来野砲である122mm砲は、閉鎖機を試作時の隔螺式から半自動の鎖栓式に変更したものの、使用される弾薬は、薬莢と弾頭を2つに分けた分離式で、弾頭だけでも約25kgもの重量があり、装填の際には、薬莢と弾頭を1つに纏めた後に発射されるため、装填に時間が掛かり、狭い車内での装填作業は極度の疲労を乗員に与えた。また、車内容積に余裕がないため、搭載弾薬は28発に止まった。当初、主砲防盾は85mm砲用のままで幅が狭かったが、耐久性や照準器の位置など使い易さに問題があったため、まもなく幅広の新型に変更された。また、砲塔上のペリスコープも、イギリス製のコピーであるMk.4に変更された(当時のソ連製ペリスコープはガラスが劣悪で曇っていた)。初期型のIS-2については、KB（KV）戦車以来の開閉できる操縦士用直視型バイザーブロック（覗き窓）に攻撃を受け撃破される事例が多かったため、後期型（古い資料では研究者によって「IS-2m」、または「IS-2 1944年型」とも呼ばれる）では車体前面の傾斜角を変更した「直線化装甲」型にし、固定されたバイザーにすることで防御力を増した（同じく攻撃を受け撃破される事例が多かった傾斜角度の少ない鋳造製の車体前面下部装甲については、鋳造よりも強度の高い圧延で新規生産する車両も見られたが、従来の鋳造のままの車両も多かった。また、いずれにしてもデザインの根本的な変更は行われず、この部分には補助装甲を兼ねた予備履帯を常設装備とする事で対応された）。それでも錬度が高いドイツ戦車兵の中には砲塔防盾の下側を狙い砲撃し、砲塔リングや車体上面に跳弾させ撃破する者もいたという。また、砲弾の集中の衝撃で防弾ガラスにヒビが入って前方が見えなくなることがあり、代わりに操縦士用の2基のペリスコープを使おうにも、左右の監視用であり間隔が広いため使いにくかったという（これは、IS-3では改良されている）。
なお、これまで後期型の前面装甲が「ローマ人の鼻」型と紹介されてきたが、これは、ロシアで前期型の前面装甲の呼称の1つである"ломаный нос "（ローマヌィ ノース：ジグザグの鼻）を誤訳した可能性がある。読み自体にはローマという発音が含まれているが、形容詞"ломаный"は「屈折した、壊れた」を意味する形容詞であり、ローマは無関係である（「ローマの」を意味する形容詞は"римский"）。ロシアの文献では後期型の前面装甲に関しては"спрямлённый"（直線化された）という形容詞によって言及されているのみで、「ローマ人の鼻」"римский нос"と言及されている例はない。
また、従来IS-2後期型では車体正面で120mm、防盾で160mmに達すると考えられていた装甲厚であるが、2015年にポーランド在住のゲームファンが独自調査を行った結果、砲塔及び車体正面で100mm、防盾で120mm弱であると主張している。
IS-2は数々の欠点を抱えていたが、122mm砲弾の威力は凄まじく、榴弾での陣地に対する攻撃力はもちろん、弾頭重量25kgの徹甲弾は、ドイツ軍のパンターなどを十分に撃破しうる性能を秘めていた。例えば鹵獲したパンターに対する射撃実験では、クルスク戦においてT-34-76やKV-1の76.2mm戦車砲や45mm対戦車砲の攻撃に対し、一発の貫通も許さなかった車体前面80mm傾斜装甲を距離600-700mで貫通、1500mでは貫通こそしなかったものの傷をつけることができた。パンターの75mm対戦車砲も距離550-650mでIS-2の車体前面装甲を貫通できたため、正面からであればIS-2はパンターとは互角に戦えた。そのため大量に生産され、対独戦末期の重要な局面に投入され活躍した。もっとも、本車は独立親衛重戦車連隊に編成されて拠点突破に用いられることが多く、対戦車戦闘よりも対歩兵戦闘に活躍している。事実、本車の損害の6割は、歩兵の携帯兵器であるパンツァーファウストによるものである。

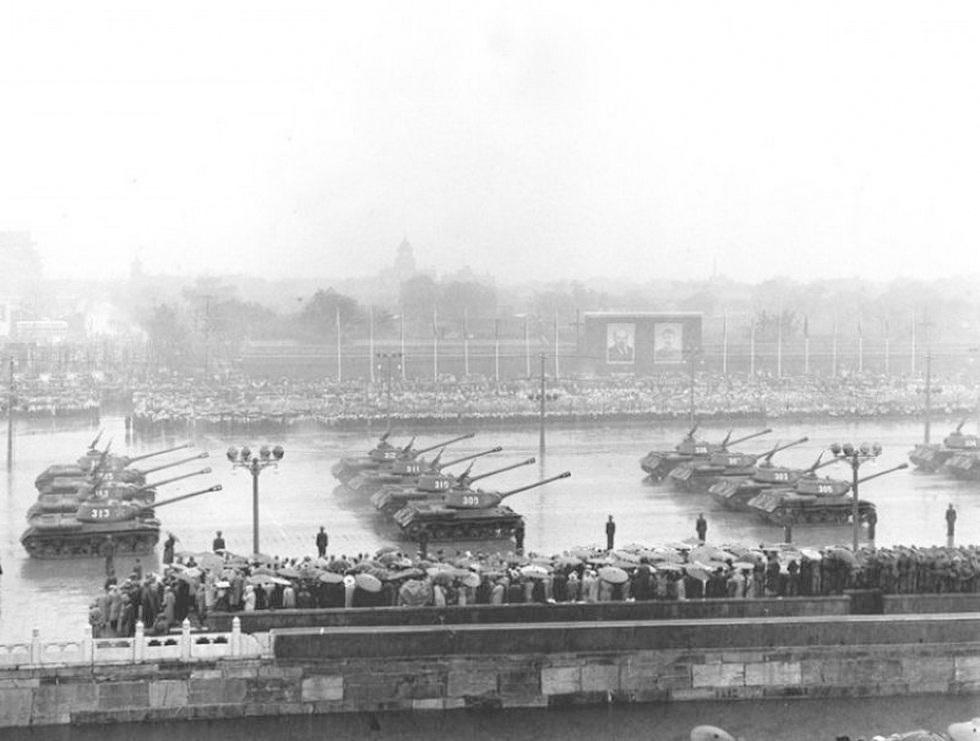
1956年、中国で行われたナショナルデーの軍事パレード

合計約3500輌が生産された本車は、戦後は共産圏の各国へ供与され、エンジンの換装や、側面の装甲を雑具箱を兼ねた二重構造にしたIS-2Mに改修され、大戦中から引き続きチェコとポーランド、戦後に中国・キューバ・北朝鮮に送られた。第一次インドシナ戦争時、フランス軍は中国からベトナムにIS-2が提供されたのではないかと警戒し、ドイツから鹵獲して運用していたパンターを1両派遣したが、実際にはIS-2の配備は無かった。また、IS-3が贈られた中東にもIS-2は送られていない。
IS-2の欠点を改良し、全く異なる車体を持つ発展型としてIS-3、直接の拡大発展型であるIS-4が開発された。

## 画像

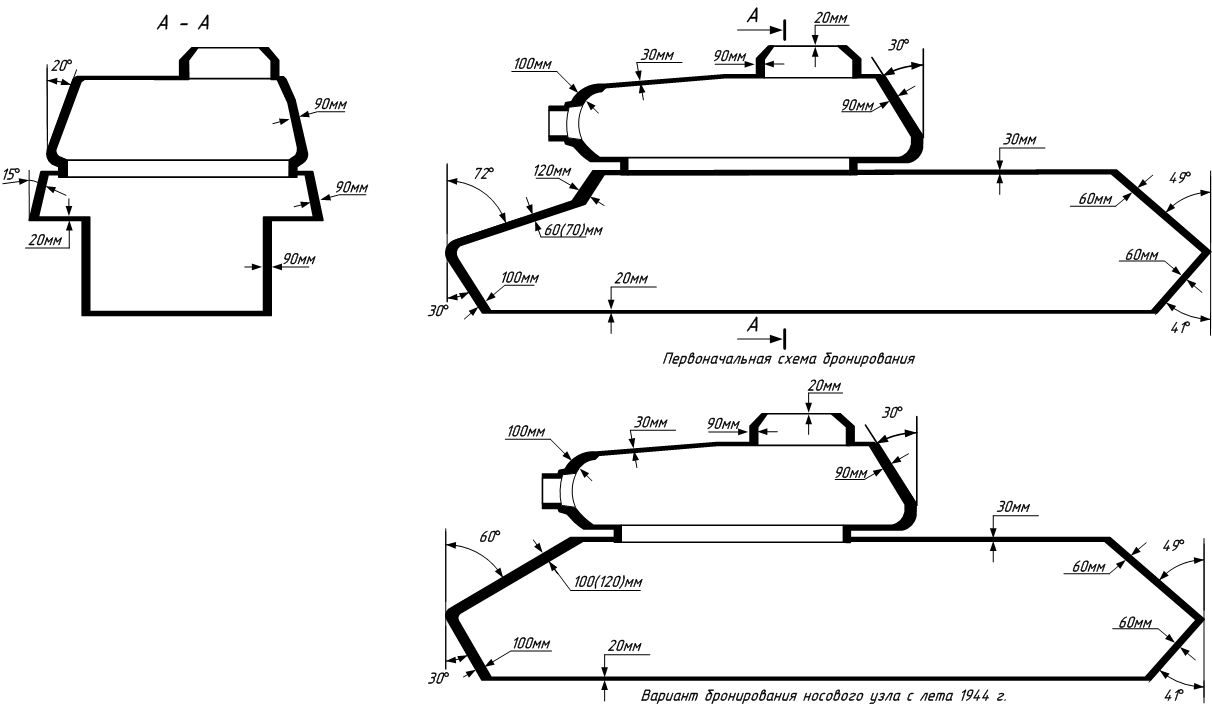
前期型・後期型の形状と装甲厚の変化
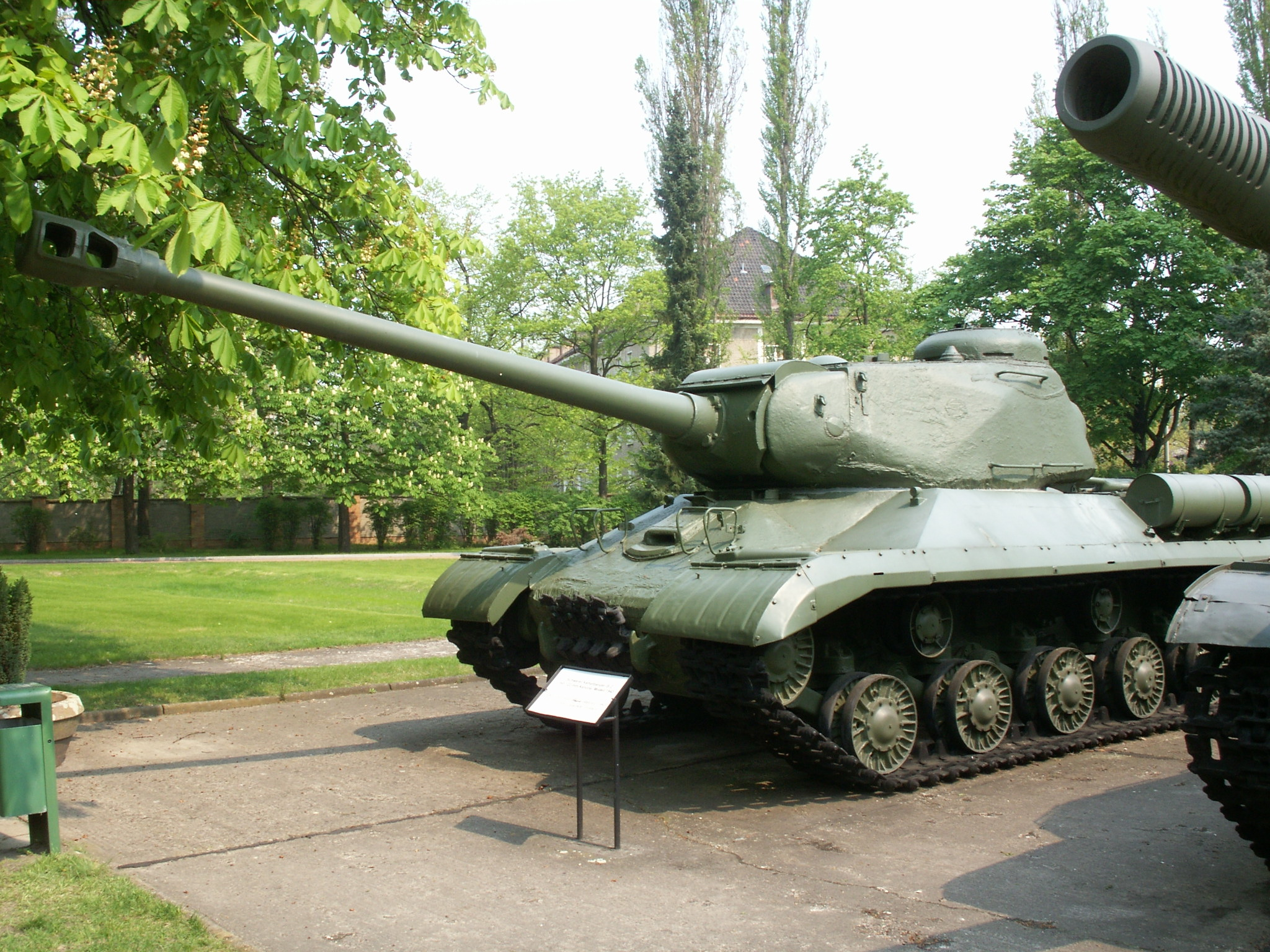
ベルリン・カールスホルスト博物館に展示されている戦後改修型IS-2M
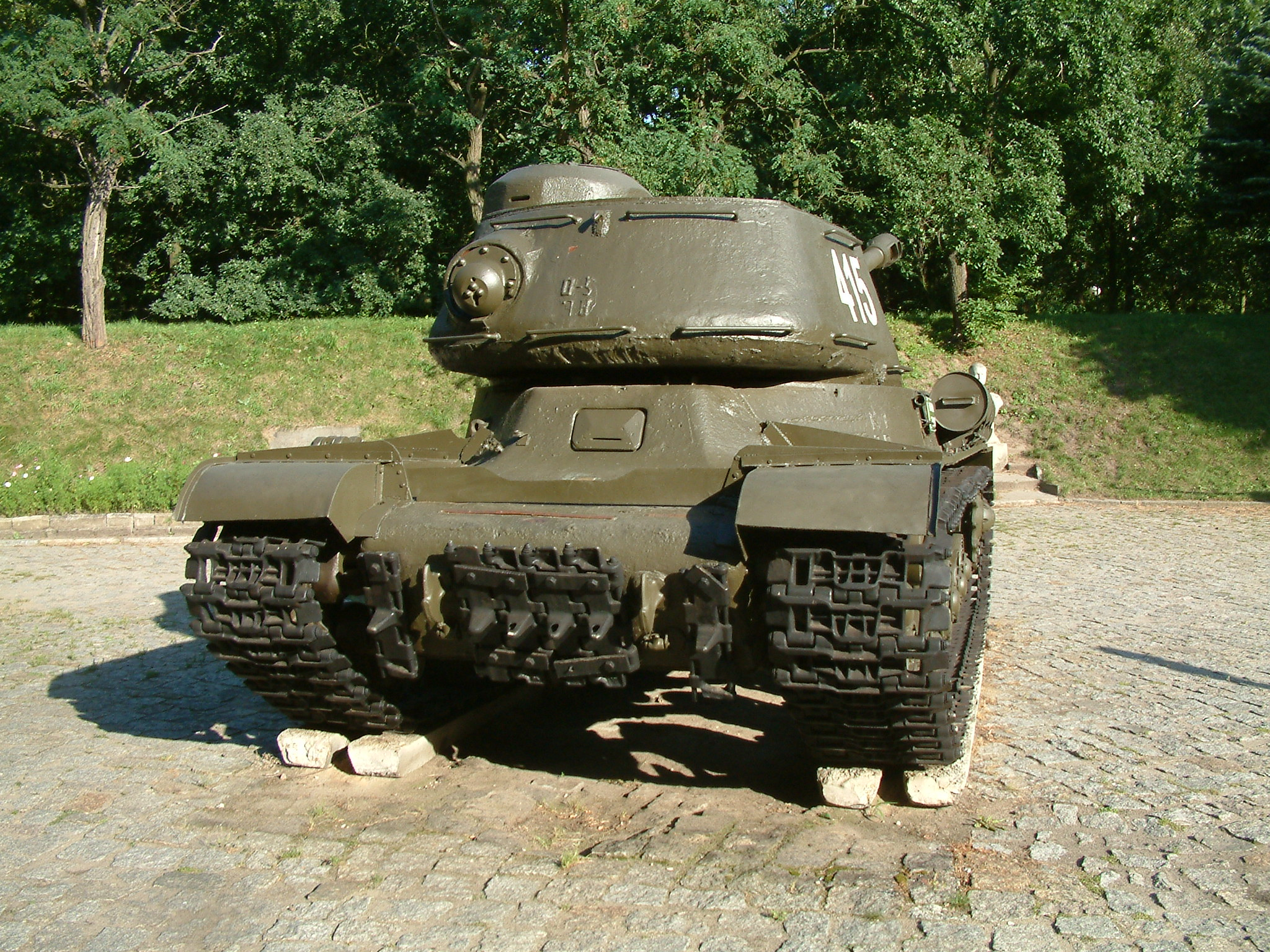
操縦席前面装甲の傾斜が浅く、開閉式バイザーの付いた前期型
砲弾と薬筒

## 登場作品

### アニメ
『アンジュ・ヴィエルジュ』
テレビアニメ版第7話に「青の世界の最新鋭兵器」としてIS-2後期型が登場。
『ガールズ&パンツァー』
プラウダ高校の使用戦車としてIS-2後期型が登場。ノンナが搭乗し、準決勝では大洗のM3、ルノーB1bisを遠距離から撃破している。
『ガールズ&パンツァー 劇場版』
エキシビションマッチおよび大学選抜戦に登場。
『ガールズ&パンツァー 最終章』
2話と3話にプラウダ高校の車両として1944年型が登場。

### 漫画
『ウクライナ混成旅団』
単行本「幻の豹 The Panther in Ukraina 1950」または「独立戦車隊」収録作品。ウクライナ混成旅団らがラーゲリから奪ったV号戦車パンターを追撃するために赤軍重戦車大隊に所属している本車が登場し、夜間にV号戦車を包囲することに成功する。
しかし、不意打ちで1両がショットトラップを狙われて撃破されたうえ、夜陰に乗じてV号戦車に逃げられてしまう。最後の農村での戦闘でも8両が登場し、V号戦車を攻撃するが、隊長車を除く7両が撃破されてしまう。
『ガールズ&パンツァー プラウダ戦記』
プラウダの車両として後期型が登場。先代・先々代では隊長・フラッグ車として使用していた。

### ゲーム
『War Thunder』
ソ連ツリーにIS-2・IS-2 1944年型、プレミアム車両にIS-2 (Revenge for the Hero brother)が重戦車として登場する。また中国ツリーにもIS-2(CN)(前期型)・IS-2mod.1944 (後期型)、プレミアム車両にIS-2 No.402 (前期型)が登場。
『World of Tanks』
ソ連重戦車としてIS-1相当をIS-2相当（前期型車体）に改造できる。後期型車体のIS-2が販売。また、中国重戦車IS-2として開発可能。
『スナイパーエリートV2』
ソ連軍の戦車として登場。ときたま、指揮官がハッチから顔を出して指揮を執ることがある。
『トータル・タンク・シミュレーター』
ソビエト連邦の超重戦車として1944年型が登場。
『パンツァーフロント』
IS-2とIS-2Mが登場。架空の車両としてIS-2をベースに152mm砲を搭載した重戦車IS-152が登場する（ISU-152とは別物）。
『虫けら戦車』
砲塔の識別塗装が再現されている。ゲーム内の解説では名前の由来に直接スターリンの名を出さず、ぼかして表されている。